# Некрасовка (Архаринский район)
Некрасовка — упразднённое село в Архаринском районе Амурской области России. Исключено из учётных данных в 1978 году. На момент исключения входило в состав Архаринского поссовета.

## География
Село располагалось южнее перекрестка дорог 10К007 «Архара — Новоспасск» 10К151 «Подъезд к с. Красная Горка», на расстоянии примерно 3 километра (по прямой) к юго-востоку от станции Журавли.

## История
До 1973 года входило в состав Красногорского сельсовета.
Решением Амурского исполкома от 17 мая 1978 года № 222, село Некрасовка исключено из учётных данных как несуществующее.